# 김영세 (화가)
김영세(金永世, 1952년 10월 13일~)는 대한민국의 미술가(화가)이다.
홍익대학교 미술대학을 이수하고 동대학원을 졸업하였다. 이후 독일로 넘어가 뒤셀도르프 국립 미술 대학원을 졸업하였다. 주요 개인전으로는 2008년 금호미술관에서 개최된 초대전을 비롯하여 최근(2019년)에는 신세계 백화점(대구점) 갤러리에서 열린 초대전 등이 있다. 단체전은 100회 이상 참여하였으며, 독일에서 열린 ‘제1회 라인 트리엔날레’를 포함하여 이탈리아, 스위스, 일본 등 다양한 국가에서 개최되는 단체전에 참여하였다. 중첩하고 더해 나가는 것 보다 없애고 깎아 내면서 비워내는 것이 가장 자연에 가까운 것이라는 생각으로 작품 활동을 이어 나가고 있다.

## 학력
- 1986 뒤셀도르프국립미술대학 대학원 회화과 석사
- 1985 쾰른대학교 대학원 철학과 석사과정 수료
- 1979 홍익대학교 미술대학원 서양화과 석사
- 1972 홍익대학교 서양화과 학사

## 개인전
- 2019. 갤러리마노. 서울
- 2019. 신세계갤러리. 대구
- 2018. 수성아트피아 호반갤러리. 대구
- 2014. 봉산문화회관. 대구
- 2010. 리츠칼튼호텔. 서울
- 2008. 금호미술관. 서울
- 2006. W호텔. 서울
- 2002. 갤러리 M. 대구
- 2001. Space 129. 대구
- 2000. Space 129. 대구
- 1995. 인공갤러리. 대구
- 1995. 갤러리 21. 서울
- 1994. 대우 Art Hall. 대구
- 1993. 시공갤러리. 대구
- 1993. 기림갤러리 대구
- 1991. 최 갤러리 서울
- 1991. 정 화랑 대구

## 단체전
- 2019. 대구의 5인, 구로카와 인 뮤지엄, 쿠로가와, 일본
- 2016. 중견작가전 ‘비움과 채움’, 대구문화예술회관, 대구
- 2015. 개관 기념전, 갤러리 더 휴, 청도
- 2014. 1970년대, 그 기억의 재생과 해석, 대구예술발전소, 대구
- 2013. “나에게 너를 보낸다”, fantasy-will be there, 대구예술발전소, 대구
- 2010. 한일교류전, Fuji Gallery, 오사카, 일본
- 2010. 서울오픈아트페어, 코엑스, 서울
- 2009. KIAF 한국국제아트페어, 코엑스, 서울
- 2008. 아트대구, 엑스코, 대구
- 2007. 아트대구, 엑스코, 대구
- 2001. 대구현대미술가협회전, 문화예술회관, 대구
- 2001. 한일현대미술교류전, 北歐州 EXPO 미술관, 일본
- 2001. 회화의 정체성, 문화예술회관, 대구
- 2000. 罪囚部隊전, Space 129 갤러리, 대구
- 2000. Book Show, Space 129 갤러리, 대구
- 2000. Artinus 갤러리, 서울
- 1997. 대구미술 70년 역사전, 문화예술회관, 대구
- 1997. 제1회 지역작가전, 일상의 신화, 선재미술관, 경주
- 1995. 대구현대미술 초대전, 문화예술회관, 대구
- 1992. 개관기념전, 시공갤러리, 대구
- 1991. 청년작가전, 뷰트겐(Buettgen) 미술관, Dusseldorf, 독일
- 1988. 이탈리아 국제 미술제, Tovo 미술관, Faraldi, 이탈리아
- 1987. 스위스 베른 초대 하계미술제, 베른 미술관, Bern, 스위스
- 1987. 제1회 라인 트리엔날레, 프레헨 미술관, Frechen, 독일
- 1985. 미술 교류전, Wechselwirkung, 서베를린 미술대학화랑, Berlin, 독일
- 1979. 대한민국 미술대전, 국립현대미술관, 서울
- 1978. 대한민국 미술대전, 국립현대미술관, 서울
- 1977. 대구현대미술제, 대구 시민회관 미술관, 대구
- 1976. 展開 group show, 대구 시립도서관 화랑, 대구

## 저서
- 2010년 광완창세 (주노아트)

## 수상
- 1998년 경북미술대전 대상

## 작품소장
- Kurogawa inn Museum, Japan
- 대구MBC, 대구미술관, 대구문화예술회관, 공산갤러리, 대구세명병원
- 아트스페이스펄

## 별첨1
- <김영세, 추상과 패턴>

누구나 김영세씨의 작품을 보면 말쑥하고 잘 정돈되어 있다는 느낌을 받을 것이다. 불필요한 군더더기나 찌꺼기를 발견할 수 없고, 화면 전체는 촘촘하게 짜여 있다. 오차 없이 만들어진 설계의 도면을 보듯 공간의 구석구석에다 거기에 걸맞은 조형인자를 배치하였다. 화면 위에 하나하나의 면들을 섬세한 감각과 조형어휘 구사력으로 가다듬어 걸러냈다.
김영세씨의 그림을 바라보고 있자면 ‘구성’이란 말이 절로 떠오른다. 화면을 전체적으로 이끌어가는 직선과 면, 색채가 상호 조화를 이루어 하나의 구조물을 연상시키기 때문이다. ‘조형의 집’이라고 할까, 회화의 요인들이 잘 숙성시켜 구축적인 공간을 배양했다는 말이다. 건축가가 원자재로 골조를 세우고 외장을 입혀 건물을 완성시키듯이, 화가는 선과 면, 그리고 색채를 엮어 그림을 완성시킨다. 그러니까 그에게는 선과 면, 색이 ‘원자재’요 그것을 얼개 짓는 구성은 건축가의 ‘골조’가 되는 셈이다.
작가는 얼마 전까지만 해도 평면과 기하학적 형태의 호응관계를 연구하는데 신경을 쏟았다. 가령 2002년에 열린 ‘단출한 만남’이라는 개인전에서는 하얀 바탕 위에 살짝 휘어진 선을 얹혀 마치 낱개의 곡선들이 유영하는 듯한 작품을 발표하였다. 흰 바탕 속에 뭉툭한 곡선들이 우아한 자세로 미동하는 그림이었다. 당연히 바탕은 밑 칠이 층층이 보이도록 주의했고, 그리하여 시간의 프로세스에 의한 편차 또는 투명성을 갖도록 했다.
그런데 근작에서는 바탕이 따로 없다. 이미지가 존재하는 것도 아니다. 둘을 합쳐 하나로 묶어낸다. 굳이 이름을 붙이자면 ‘추상적 패턴’이 눈에 띈다. 화면은 ‘줄무늬의 공연장’이 된다. 줄무늬들이 꼬리를 물고 이어지고 끊어지고 겹쳐지며 접히고 꺾어진다. 형형색색의 칼라에 여러 패턴이 어울리면서 다양한 표정을 선사하고 있다. 동일한 폭으로 곱게 뻗은 색막대는 윤곽에 있어 어디 한군데 흐트러짐이 없이 반듯한 자세를 취하고 있다.
그런데 줄무늬가 그림의 전체는 아니다. 가령 화이트, 엘로, 블랙, 코발트, 블루 등으로 착색되어 있는 줄무늬들은 그 자체로서 의미를 갖기보다 바탕과 어울려 한 쌍을 이루도록 틀지어 있다. 즉 외톨이나 힘겨운 선봉장이 아니라 전체의 일부로서, 통일의 중요한 계기로서 작용하고 있다. 관객들이 그의 작품을 볼 때 처음에는 패턴을 따라갈지 모르지만 얼마 안 있어 자신도 모르게 공간의 여행하고 있다는 생각을 갖게 될 것이다. 그도 그럴 것이 색 띠 역시 공간 전체를 꾸미기보다 머나먼 곳을 여행하듯 떠돌고 있기 때문이다. 마이크로 칩의 회로도 같이 생긴 그것들이 바깥에서 주어진 어떤 정보를 전달하고 있는 것 같은 이미지를 풍긴다. 그러나 그것을 확인할 어떤 암시도 없기 때문에 이점을 단정할 수는 없다. 어쨌거나 형상과 바탕은 어떤 입체적인 일루저니즘을 만들기보다 현실적 동일성을 꾀한다.
그런데 그 회로처럼 생긴 모양이 흥미롭다. 하나도 똑같은 것이 없으며 변화무쌍하게 변화한다. 방향도 제 각각이다. 세워진 것, 비스듬히 누운 것, 꼬꾸라진 것, 고개를 치켜든 것 등. 어느 것 하나 반복적인 것이 없다. 관객에게는 구경거리가 풍성하니 좋고 작가로서는 패턴의 변주를 꾀하는 재미가 있다. 아마 ‘도식적인 구성’보다 다양한 형세와 교차에서 오는 ‘다채로운 구성’을 즐기는 의도 때문이 아닌가 싶다.
감상자가 어떤 연상을 하는 것은 자유지만, 사실상 색띠는 어떤 구체적 대상으로 보여지기를 거부한다. 그 자체가 모티브로 사용되었긴 하나 다른 이미지로 발전되거나 다른 어떤 것을 연상시키지 않는다는 것이다. 색띠가 평면 가운데 펼치는 순전한 시각화를 선보일 뿐이다. 그런 점에서 김영세씨는 회화의 평면성에 충실을 기하고 있다. 그에게는 평면이 회화의 출발이자 근간이 된다.
평면과 색띠는 서로 호응하면서 연속적인 내재적 리듬을 유발한다. 그리고 그 리듬의 진동을 타고 잔잔한 여운을 실어낸다. 여과없이 쏟아내는 격정과는 구별되는 순수시각적인 여운이다. 그의 그림을 통해 살며시 안겨오는 안정된 리듬에서 질서잡힌 감각과 상쾌한 기분을 만끽할 수 있을 것은 필자뿐만이 아닐 것이다.
서성록(안동대 미술학과 교수)

## 별첨2
- <김영세 근작 (2016-2019) ; “무한공간에서의 표현과 상상력”>

모더니즘 화가들의 목적은 그림을 잘 그리는 것이 아니다. 이들은 소묘를 익숙하게 하면서도 그 방법을 잊어버리려고 했으며, 무엇보다 규범화된 전통이나 구속에서 벗어나거나 손의 노예가 되기를 거부한다. 결과적으로 모더니스트는 추상이라는 양식을 선호하면서 회화의 순수성이나 표현의 자유로움 자체를 추구하기에 이른다. 이들 생각에 회화란 결코 묘사나 손재주 자랑이 아니라 그 무언가 또 다른 목적을 생각하게 된다. 그러면 이들의 궁극적 목적은 과연 무엇인가? 
“그리고 싶다. 부조리한 현실이나 인간의 조건들을,..순수회화란 자유롭게 자신을 표현하는 것이 아닌가?”(1991.김영세 작가노트 중에서) 
30여년이 지난 지금까지 회화에 대한 김영세의 생각은 변함이 없다. 자신을 자유롭게 하는 표현과 관념들이다. 오랜만에 대구 그의 작업장에서 만난 나에게 “내가 하고 싶은 일,.. 다른 사람이 아닌 내 생각, 나만의 진솔한 표현이 가장 중요하지 않는가?” 라고 현재의 작가적 입장을 솔직히 토로한다. 그 동안 표현 양식이나 회화적 관념이 변하기도 했으나 수 십 년이 지난 지금도 그는 회화에서 자유로운 작가 정신을 고집스럽게 지켜 나가고 있다. 마음이 찡하다. 
최근에 이와 유사한 생각의 ‘회화에 관한 소고’를 필자에게 보내 왔다. 
“나는 내게 ‘그림 그리는 행위의 이유’를 다시 묻는다. 고흐와 나는 회화라는 이름으로 연결되겠지만 나는 반 고흐가 아니다. 자유의지와 예술의지의 끈은 헝클어졌다. 그러나 의지와 미망의 실이 이어지고 있는 것 같은 의구심을 떨쳐버릴 수가 없다....”
“바람이 분다.
꽃이 떨어진다.
바람은 집을 짓지 않지만
나는 나의 집에 流刑된 囚人이 된다.
창문을 뚫고 바람이 쏟아진다.
가슴으로 안는 바람아!
바람아!
나는 바람 따라 걷는 꿈이다.
바람이 분다.” (2019. 김영세)

김영세는 1970년대 후반 서울 홍익대를 졸업하고 1982년부터 1990까지 독일의 쾰른과 뒤셀도르프에서 미술대학을 다시 다녔다. 건축과 회화 전공으로 독일에서 유학을 마친 후, 귀국하여 현재까지 고향인 대구에서 강의와 작가로 활동하고 있다. 
1980년대 후반 이후 그의 작품 내용으로 양식적 변화는 크게 3가지로 구분된다. 첫 번째는 1990년대 초기로 여러 형상이 혼재되어 등장하는 신표현 양식과 두 번째는 2000년대 이후 기호와 형상을 병행시키는 혼합 구조 회화이다. 이는 기하학적 형태와 신표현의 혼합 양식으로 구분되며, 끝으로 세 번째는 2010년 이후 현재까지 진행되는 추상표현 양식으로 흑백 모노크롬의 단색화 추상으로 행위와 시간성이 강조되는 작업이다.
첫 번째 양식은 90년대 초기 회화로 소위 그라피티 아트를 연상시키는 신표현 작업이다. 이는 당시 독일을 대표하였던 신표현주의 영향을 엿 볼 수 있다. 내용적인 면에서도 독일에서 생활하였던 도시적 삶과 작가 자신의 개인적 이야기를 표현하고 있다. 초기 회화는 그 자신의 말처럼 “인간의 욕망, 권력의 비아냥거림이며,.. 허위와 가식에 대한 내면의 고발”로 현실문제가 부각된다. 
두 번째 양식은 귀국 후 10여년이 지난 회화적 변화이다. 이는 무질서에 가까운 자유로운 표현을 정리하듯 화면을 이등분하면서 계산적이며 논리적인 회화로 변신이다. 화면의 한 면은 기하학적 구조 형태가 등장하고 다른 한 면은 구체적 형상이 나타난다. 새나 수레 등, 구체적 이미지가 주목된다. 기호/형상, 자연/인간, 질서/무질서, 또는 이성과 감성의 충돌이 이루어지는 이분법적 회화 양식으로 사회적 해석을 필요로 하는 신표현의 혼합양식이다. 
세 번째는 2019년 마노 갤러리 기획 전시 작품들로 2010년 이후 제작되기 시작한 모노크롬 추상이다. 이는 기존의 단색화와 다른 추상표현으로 마티에르의 촉감이나 두터운 제스뜨(몸짓) 효과 다른 시간의 흐름을 생각하게 하는 관념적 액션 페인팅에 가깝다. 수묵화처럼 보이는 흑백의 표현성으로 단색으로 구축된 공간의 깊이와 우연의 이미지들은 무한공간에서의 자유로운 표현과 상상력을 이끌어 낸다. 관객의 침묵은 반복된 만남으로 속 깊은 대화를 이끈다. 
단색화의 본 시리즈 작업 방식은 매우 독특한 방법론을 갖는다. 먼저 작가는 캔버스 바탕에 밑칠로 흑색을 정성스레 덮는다. 주로 짙은 흑색이나 바탕을 반복적으로 겹겹이 칠하면서 다음 단계를 구상한다. 밑칠이 마르면 다음 단계로 흰색 아크릴 물감으로 그 위를 덮는다. 이 때 무엇보다 중요한 것은 흰색을 덮자마자 다음 단계로 붓이 아닌 물수건으로 그림을 그리듯 무언가 흔적을 남기는 제스뜨(몸짓)이다.
그는 “나의 작품은 지움으로 생성된다. 지움으로 그려지는 그림으로 지움의 흔적이다. 사라짐으로 드러나는 그림이다.” 라고 근작 방법론에 관해 이야기 한다. 구체적으로 작가는 캔버스 바탕의 흰색이 마르기 전 빠른 시간에 물수건으로 문지르거나 지우면서 검은 바탕을 드러나게 한다. 때로 손가락을 사용하기도 하나 주로 젖은 헝겊으로 시간의 흐름을 추상화 시킨다. 수묵화의 속도감과 비교된다. 결과적으로 감추어진 흑색 화면이 순간적 행위의 결과로 드러내면서 추상표현 작업이 완성된다. 우연과 즉흥의 몸짓이 무한공간에서 이미지 생성과 상상력이 탄생되고 있다. 작가의 의도적 행위와 우연의 결과들이 자유로운 자아의 영혼과 존재감을 드러내고자 한다. 
순간적으로 흰색 화면에 숨겨진 무언가를 끄집어내는 작업, 흑백의 단색조 화면에 거친 붓질처럼 드러내는 행위의 흔적들, 비로소 작가는 선이나 색채, 형태의 구체성을 드러내는 회화의 잡다한 문제에서 완전히 벗어나 자유로운 자아를 추상표현으로 담는다. 비록 드러내는 것은 아주 작고 순간적이나 시간의 흐름을 압축시킨 행위의 결과로 화면에 나타나는 것은 자신의 존재감으로, 그 자체이다. 여기서 작가는 회화의 궁극적 목적을 찾는다. 기존의 회화적 표현방법에서 벗어나 자신만이 가질 수 있는 관념과 행위의 독특한 추상표현에 비평적 공감대를 형성하며, 나아가 30여년 외길의 전업 작가로 끈질긴 지속성에 아낌없는 박수를 보내고 싶다. 
2019.11. 유재길(조형예술학 박사. 미술비평)